# 資源導向型經濟
資源導向型經濟（Resource-based economy, RBE），由維納斯計劃(金星工程/The Venus Project)的建築工程師、工業設計師、未來學家的雅克‧法斯科發起，核心宗旨是用「科學技術和方法」為人類提供最大化的富裕及物質生活，宣告地球上的所有資源，皆為全人類共同的遺產傳承，並將科技運用在解決社會問題上。